# Глобаре (Крушевац)
Глобаре је насељено место града Крушевца у Расинском округу. Према попису из 2022. има 274 становника (према попису из 2011. било је 364 становника).

## Историја
До Другог српског устанка Глобаре се налазило у саставу Османског царства. Након Другог српског устанка Глобаре улази у састав Кнежевине Србије и административно је припадало Јагодинској нахији и Темнићској кнежини све до 1834. године када је Србија подељена на сердарства.

## Демографија
У насељу Глобаре живи 339 пунолетних становника, а просечна старост становништва износи 45,6 година (44,9 код мушкараца и 46,3 код жена). У насељу има 110 домаћинстава, а просечан број чланова по домаћинству је 3,65.
Ово насеље је великим делом насељено Србима (према попису из 2002. године), а у последња три пописа, примећен је пад у броју становника.
|  |

| Демографија | Демографија | Демографија |
| Година      | Становника  | Становника  |
| ----------- | ----------- | ----------- |
| 1948.       | 599         |             |
| 1953.       | 633         |             |
| 1961.       | 661         |             |
| 1971.       | 570         |             |
| 1981.       | 536         |             |
| 1991.       | 478         | 472         |
| 2002.       | 402         | 423         |
| 2011.       | 364         |             |
| 2022.       | 274         |             |

| Етнички састав према попису из 2002.‍ | Етнички састав према попису из 2002.‍ | Етнички састав према попису из 2002.‍ | Етнички састав према попису из 2002.‍ | Етнички састав према попису из 2002.‍ |
| ------------------------------------ | ------------------------------------ | ------------------------------------ | ------------------------------------ | ------------------------------------ |
|                                      |                                      |                                      |                                      |                                      |
| Срби                                 | Срби                                 |                                      | 395                                  | 98,25%                               |
| Македонци                            | Македонци                            |                                      | 3                                    | 0,74%                                |
| непознато                            | непознато                            |                                      | 4                                    | 0,99%                                |

| Глобаре у пописима Јагодинске нахије — од 1818. до 1829.                          |       |       |       |       |       |       |          |       |       |       |       |       |
| Година пописа                                                                     | 1818. | 1819. | 1820. | 1821. | 1822. | 1823. | 1824/25. | 1825. | 1826. | 1827. | 1828. | 1829. |
| Куће                                                                              | 14    | 14    | 15    | 16    | 18    | 19    | 18       | 18    | 20    | 22    | 20    | 22    |
| Пореске главе*                                                                    | -     | 19    | 17    | 16    | 17    | 18    | 18       | 17    | 19    | 20    | 20    | 21    |
| Арачке главе**                                                                    | 31    | 35    | 33    | 36    | 38    | 41    | 47       | 49    | 52    | 55    | 56    | 48    |
| *Пореске главе = Ожењени мушкарци \| ** Арачке главе = Мушкарци од 7 до 70 година |       |       |       |       |       |       |          |       |       |       |       |       |

| Година пописа     | 1948. | 1953. | 1961. | 1971. | 1981. | 1991. | 2002. |
| ----------------- | ----- | ----- | ----- | ----- | ----- | ----- | ----- |
| Број домаћинстава | 112   | 115   | 139   | 129   | 120   | 115   | 110   |

| Број чланова      | 1  | 2  | 3  | 4  | 5  | 6  | 7 | 8 | 9 | 10 и више | Просек |
| ----------------- | -- | -- | -- | -- | -- | -- | - | - | - | --------- | ------ |
| Број домаћинстава | 20 | 22 | 11 | 15 | 18 | 16 | 5 | 3 | 0 | 0         | 3,65   |

| Пол    | Укупно | Неожењен/Неудата | Ожењен/Удата | Удовац/Удовица | Разведен/Разведена | Непознато |
| ------ | ------ | ---------------- | ------------ | -------------- | ------------------ | --------- |
| Мушки  | 170    | 28               | 123          | 16             | 3                  | 0         |
| Женски | 183    | 21               | 123          | 36             | 3                  | 0         |
| УКУПНО | 353    | 49               | 246          | 52             | 6                  | 0         |

| Пол    | Укупно                    | Пољопривреда, лов и шумарство | Рибарство                            | Вађење руде и камена | Прерађивачка индустрија       |
| ------ | ------------------------- | ----------------------------- | ------------------------------------ | -------------------- | ----------------------------- |
| Мушки  | 131                       | 122                           | 0                                    | 0                    | 2                             |
| Женски | 122                       | 118                           | 0                                    | 0                    | 0                             |
| УКУПНО | 253                       | 240                           | 0                                    | 0                    | 2                             |
| Пол    | Производња и снабдевање   | Грађевинарство                | Трговина                             | Хотели и ресторани   | Саобраћај, складиштење и везе |
| Мушки  | 0                         | 0                             | 2                                    | 0                    | 1                             |
| Женски | 0                         | 0                             | 2                                    | 0                    | 0                             |
| УКУПНО | 0                         | 0                             | 4                                    | 0                    | 1                             |
| Пол    | Финансијско посредовање   | Некретнине                    | Државна управа и одбрана             | Образовање           | Здравствени и социјални рад   |
| Мушки  | 0                         | 0                             | 1                                    | 2                    | 0                             |
| Женски | 0                         | 0                             | 0                                    | 1                    | 1                             |
| УКУПНО | 0                         | 0                             | 1                                    | 3                    | 1                             |
| Пол    | Остале услужне активности | Приватна домаћинства          | Екстериторијалне организације и тела | Непознато            | Непознато                     |
| Мушки  | 0                         | 0                             | 0                                    | 1                    | 1                             |
| Женски | 0                         | 0                             | 0                                    | 0                    | 0                             |
| УКУПНО | 0                         | 0                             | 0                                    | 1                    | 1                             |